# Thirsk
Thirsk – miasto w Anglii, w hrabstwie North Yorkshire, w dystrykcie (unitary authority) North Yorkshire. Leży nieopodal zachodniej granicy parku narodowego North York Moors, 35 km na północny zachód od miasta York i 314 km na północ od Londynu. W 2001 miasto liczyło 4703 mieszkańców.
W Thirsk mieszkał i pracował jako weterynarz James Herriot (właściwie James Alfred Wight), autor cyklu książek Wszystkie stworzenia duże i małe.